# Claude Firmin

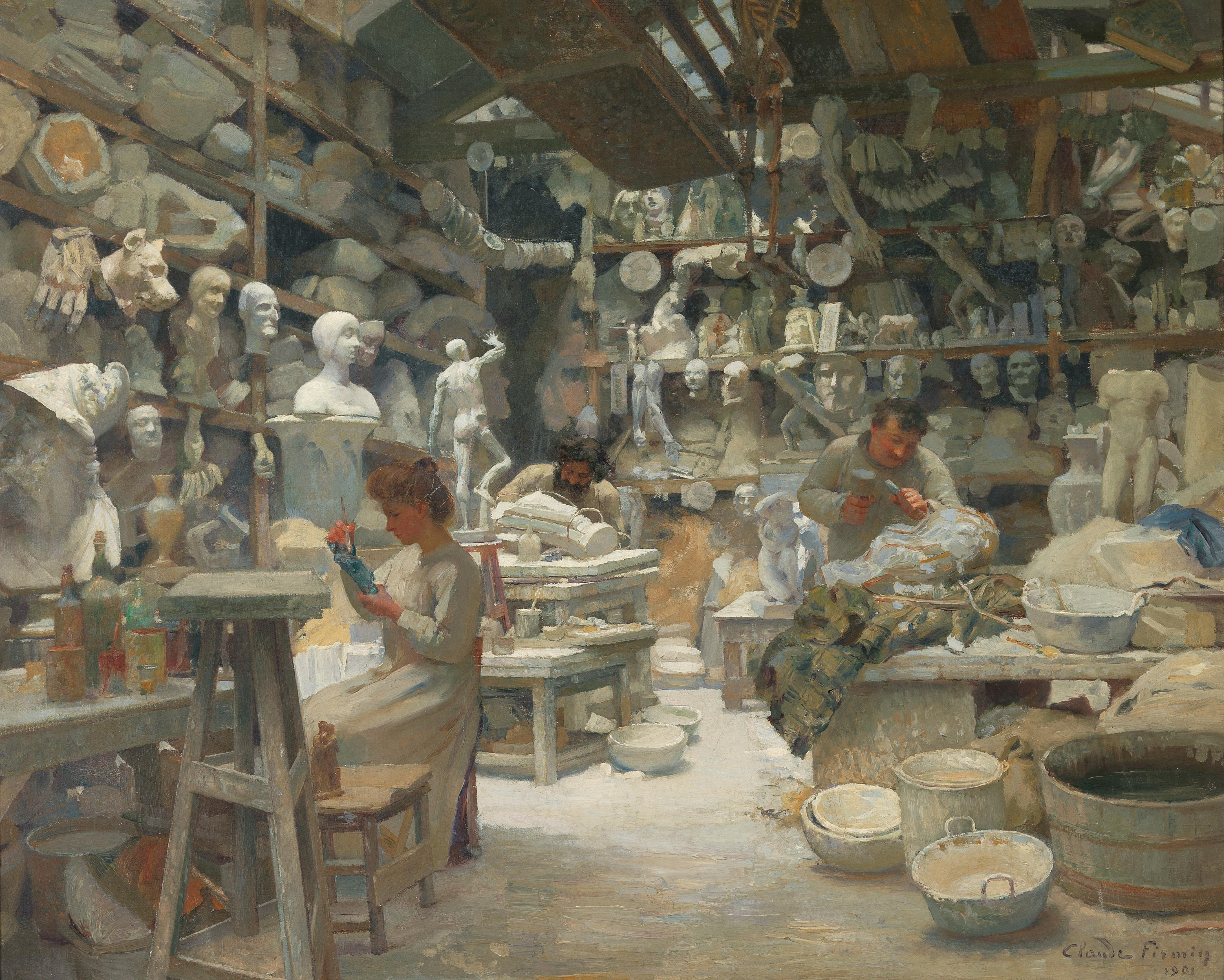
Gipsabgusswerkstatt Sadaune

Claude Firmin (* 18. Februar 1864 in Avignon; † 8. Dezember 1944 ebenda) war ein französischer Maler und Kunstpädagoge.
Claude Firmin, wurde in Avignon geboren, wo er sein ganzes Leben verbrachte, und wurde als Schüler von Pierre Grivolas (1823–1906) an der Kunstschule der Stadt ausgebildet. Er zog nach Paris, um sein Studium an der Académie Julian und an der École des beaux-arts de Paris bei Léon Bonnat fortzusetzen. Von 1889 bis 1922 stellte er seine Werke im Salon des Artistes Français und von 1907 bis 1910 auf dem Salon des Indépendants aus. 
Zurück in der Provence fertigte er zahlreiche Fresken für die Gemeinde Avignon an. Er schloss sich der „Gruppe der Dreizehn“ an, die 1912 von Clément Brun (1867–1920) gegründet wurde und nur ein Jahr lang tätig war.
1922 wurde er zum Professor an der École des beaux-arts d’Avignon berufen, wo er von 1937 bis 1941 auch den Posten des Direktors bekleidete. 
Er wurde am 29. Januar 1937 zum Ritter der Ehrenlegion ernannt.